# Магура (Брашов)
Магура (рум. Măgura) насеље је у Румунији у округу Брашов у општини Мојечу. Oпштина се налази на надморској висини од 1003 m.

## Становништво
Према подацима из 2002. године у насељу је живело 601 становника, од којих су сви румунске националности.